# Zeuge der Anklage
Zeuge der Anklage (Originaltitel: The Talk of the Town) ist ein US-amerikanisches Comedy-Drama mit Cary Grant, Jean Arthur und Ronald Colman aus dem Jahr 1942. Regie führte George Stevens.

## Handlung
In einer Kleinstadt in Neuengland brennt eine Wollfabrik nieder, am nächsten Tag wird der Vorarbeiter Bracken vermisst. Eigentümer Andrew Holmes, der die Presse und den Richter hinter sich weiß, beschuldigt den stadtbekannten Aktivisten Leopold Dilg der Brandstiftung und des Mordes. Angesichts der Todesstrafe gelingt Dilg die Flucht aus dem Gefängnis. Er versteckt sich in einem zunächst leeren Ferienappartement, das der Lehrerin Nora Shelly gehört. Nora ist gerade dabei, das Appartement für den nächsten Mieter herzurichten: Michael Lightcap, ein bekannter Strafrechtsprofessor aus Harvard, möchte dort in Ruhe ein rechtsphilosophisches Buch fertigstellen.
Dilg, der sich bei der Flucht am Knöchel verletzt hat, bittet Nora verzweifelt, ihm zu helfen. Zunächst skeptisch, lässt sich Nora am Ende doch darauf ein, zumal Leopold ihr glaubhaft versichert, unschuldig zu sein. Nora, Leopold und Sam Yates, ein Anwalt und alter Studienkollege von Lightcap, der an Leopolds Unschuld glaubt, versuchen Lightcap dazu zu bringen, sich in dem Fall zu engagieren. Doch der Professor beschäftigt sich lieber mit juristischer Theorie als mit einem realen Kriminalfall. Leopold, gegenüber Lightcap zunächst als Gärtner Joseph auftretend, gewinnt trotz gelegentlicher Meinungsverschiedenheiten über das amerikanische Rechtssystem die Sympathie des Professors. Sie führen etliche Diskussionen über das Wesen des Rechts. Während Lightcap der Meinung ist, Gesetzestexte seien stets Wort für Wort zu befolgen, stellt Leopold den Einfluss des persönlichen Gewissens und der eigenen Überzeugungen in den Mittelpunkt des Handels.
Als Lightcap die wahre Identität des angeblichen Gärtners entdeckt, will er diesen gesetzestreu der Polizei ausliefern, schon um seine eigene Karriere nicht zu gefährden – ihm wurde die Wahl in den  Supreme Court in Aussicht gestellt. Leopold muss sich erneut verstecken. Lightcap entwickelt nun aber Interesse für den Fall. Er nähert sich Regina, der Frau des angeblich toten Arbeiters Bracken, wobei sie ihm verrät, dass Bracken noch lebt und sich in Chicago versteckt hält. Nora, Leopold und Lightcap können Bracken dort fassen und bringen ihn in die Kleinstadt zurück, wo Bracken ihnen jedoch entkommen kann. Leopold wird erneut festgenommen und vor Gericht gestellt. Um Fakten zu schaffen, hetzt Andrew Holmes die Kleinstadt auf, ein Mob bildet sich vor dem Gerichtsgebäude und will Dilg lynchen. Doch es gelingt Michael noch rechtzeitig, den flüchtigen Bracken zu finden und vor Gericht zu stellen; Lightcap kann mit einer Rede über die Bedeutung eines funktionierenden Rechtsstaates den wütenden Mob beruhigen. 
Nun wird Bracken Zeuge der Anklage und gesteht, dass der Brand im Auftrag von Holmes gelegt wurde – das schadhafte Gebäude sollte mit der Versicherungssumme saniert und gleichzeitig der lästige Arbeitskämpfer Dilg als Sündenbock beseitigt werden. Darauf wird Leopold freigesprochen, Holmes und der korrupte Richter werden verhaftet, und Michael Lightcap wird wie angekündigt in den Supreme Court gewählt. 
Michael und Leopold hatten Nora im Laufe der Ereignisse jeweils einen Heiratsantrag gemacht, ohne dass die junge Frau sich wirklich entscheiden konnte. Michael nimmt ihr die Entscheidung ab und verzichtet zugunsten der neuen Würde auf eine Ehe mit Nora. Sie verlässt den Gerichtshof mit Leopold.

## Hintergrund
George Stevens war seit Alice Adams aus dem Jahr 1935 stetig zu einem der bedeutendsten Regisseure der Zeit aufgestiegen. Sein Prestige war 1941 so groß, dass er mit  Columbia Pictures einen Vertrag aushandeln konnte, der ihm völlige künstlerische Freiheit und das Recht für den Endschnitt garantierte. Stevens gehörte neben Irene Dunne zu den ganz wenigen Menschen in Hollywood, die mit dem cholerischen Studioboss Harry Cohn gut zurechtkamen. Cohn war nach dem Weggang von Frank Capra bemüht, seinem Studio weiterhin Prestige und Anerkennung zu sichern. Der erste Film unter den Bedingungen war Penny Serenade, der Irene Dunne und Cary Grant als Eheleute zeigte, die den Verlust ihres einzigen Kindes ertragen müssen. Die Produktion wurde unter anderem als Bester Film des Jahres für den Oscar nominiert.
Es dauerte eine Weile, bis Stevens den geeigneten Stoff für die zweite Produktion fand. Erneut griff er auf Cary Grant zurück. Die weibliche Hauptrolle übertrug er dem größten weiblichen Star des Studios, Jean Arthur. Die notorisch schüchterne Schauspielerin entwickelte so etwas wie Zutrauen zu Stevens und beide sollten unmittelbar im Anschluss in The More the Merrier wieder zusammenarbeiten. Stevens nannte Arthur einmal die größte Komödiantin, die er je getroffen habe. Arthur und Grant hatten bereits 1939 unter der Regie von Howard Hawks in Only Angels Have Wings zusammen gespielt. Für Ronald Colman war der Film das langersehnte Comeback. Nach etlichen Flops lag die Karriere des 51-jährigen, der noch in Stummfilmtagen an der Seite von Vilma Bánky zu Ruhm gekommen war, am Boden. Zuerst weigerte er sich, den Part anzunehmen, da er Cohn seit den Dreharbeiten zu Lost Horizon abgrundtief hasste. Auch war es für Colman nicht einfach, erst an dritter Stelle neben den anderen Stars angekündigt zu werden. Die Qualität des Drehbuchs und die Zusicherung von Stevens, unter keinen Umständen direkten Kontakt zu Cohn zu haben, überzeugten ihn schließlich. Der Erfolg führte Colman zur männlichen Hauptrolle neben Greer Garson und top billing in Gefundene Jahre aus demselben Jahr, der sogar noch mehr Geld einspielte und ebenfalls für den Oscar als Bester Film nominiert wurde.
Ein Problem bei den Dreharbeiten war die Rivalität zwischen Cary Grant und Ronald Colman. Keiner gönnte dem anderen mehr Szenen und vor allem wollte jeder von ihnen am Ende das Mädchen bekommen. Stevens löste die Situation elegant, indem er zwei alternative Schlussszenen drehte und es dem Testpublikum überließ, den Mann für Nora auszusuchen. 
In einer kleinen, im Abspann ungenannten Nebenrolle ist der damals noch weitgehend unbekannte Lloyd Bridges als Zeitungsreporter Donald Forrester zu sehen.
Das Studio konnte sich lange nicht auf einen Titel für den Film festlegen. So waren Three's a Crowd, Mr. Twilight, Justice Winks an Eye und The Gentleman Misbehaves im Gespräch. The Talk of the Town war einer der großen finanziellen Erfolge des Jahres und bekam insgesamt sechs Oscarnominierungen.

## Kritiken
In der New York Times waren warme Worte von Bosley Crowther für die Schauspieler zu lesen:

„Cary Grant spielt den Leopold Dilg mit einer Beiläufigkeit, die etwas störend wirkt, aber Ronald Colman als bärtiger Professor ist zu einhundert Prozent ein Harvard Jurist (also kultiviert). [Jean] Arthur ist charmant wie immer in ihrer Verunsicherung und Edgar Buchanan, Glenda Farrell und Rex Ingram überzeugen als Nebencharaktere. Zeuge der Anklage wird eine Menge Leute zum Lachen bringen und sich gut fühlen lassen. Der Film mag in seiner Aussage danebenliegen, aber seine Komik wirkt nicht angestrengt.“

Der Filmdienst schreibt: „Intelligente und amüsante Komödie mit geistreichen Dialogen und brillanter Besetzung, die überzeugend für die humane Anwendung von Rechtsvorschriften eintritt.“

## Auszeichnungen
Der Film war bei der Oscarverleihung 1943 in sieben Kategorien nominiert, ging jedoch leer aus:
- Bester Film
- Beste Originalstory
- Bestes adaptiertes Drehbuch
- Beste Kamera Schwarzweiß
- Bestes Szenenbild Schwarzweiß
- Bester Schnitt
- Beste Filmmusik